# Adele-Anaïs Colin Toudouze
Adele-Anaïs Colin Toudouze, född 1822, död 1899, var en fransk illustratör. Hon är känd för sina illustrationer av det samtida Parismodet i modejournaler som La Mode Illustrée.

## Galleri

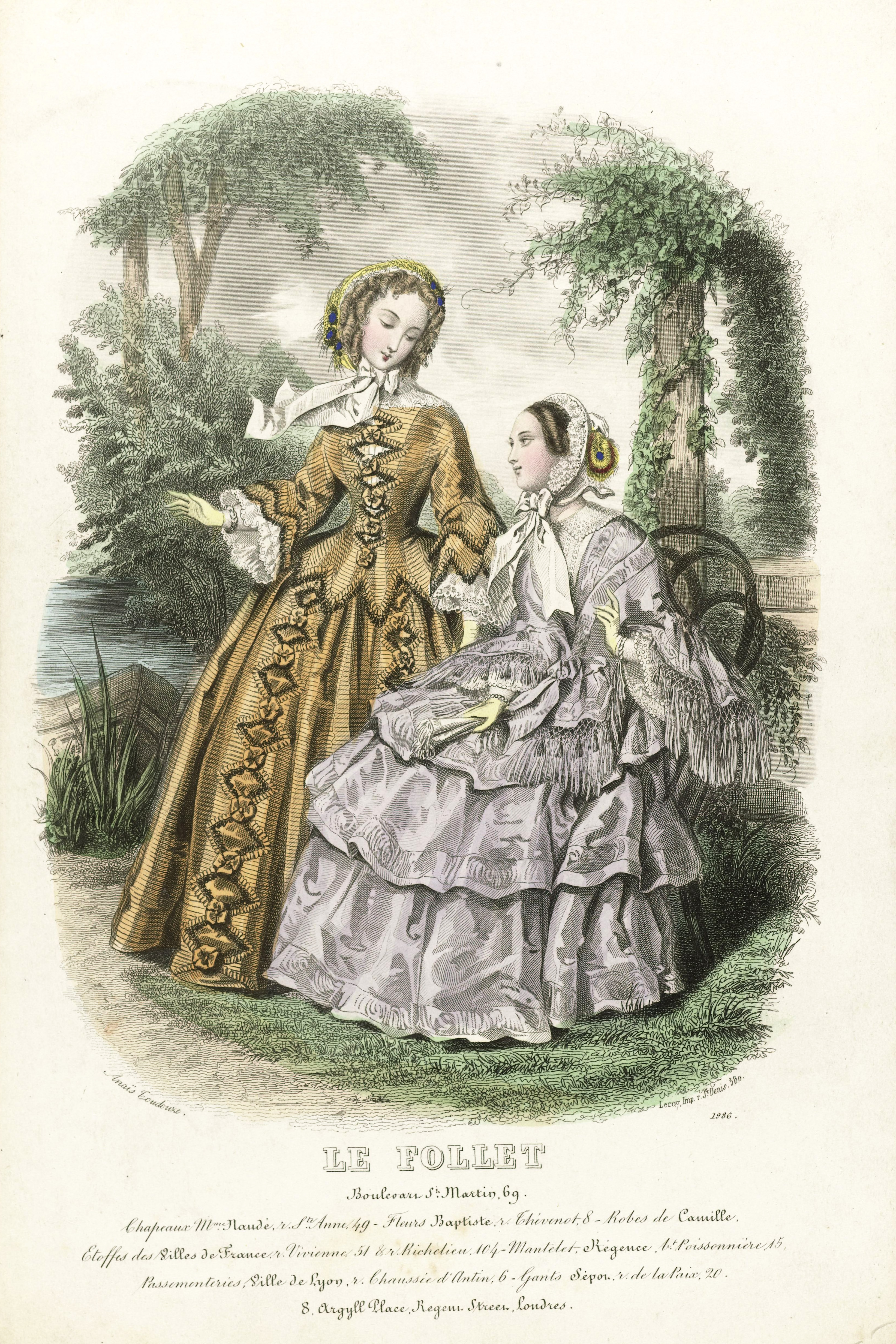
Adèle-Anaïs Toudouze - 3392